# Awi Nissenkorn
Awi Nissenkorn (hebr.: אבי ניסנקורן, ang.: Avi Nissenkorn, ur. 20 marca 1967) – izraelski działacz związkowy i polityk, w latach 2014–2019 przewodniczący Histadrutu, od 2019 poseł do Knesetu. Od 2020 roku minister sprawiedliwości.
W wyborach parlamentarnych w kwietniu 2019 po raz pierwszy dostał się do izraelskiego parlamentu z koalicyjnej listy Niebiesko-Biali. 